# Trucada de grup
La trucada de grup o trucada grupal és una característica del servei de commutació d'estacions de ràdio i xarxes de telefonia mòbil, semblant a la funció multicast en el protocol d'internet. En una trucada de grup, es selecciona i es truca un grup de participants amb els quals un participant vol comunicar-se. Un cop establerta la connexió multipunt, la majoria dels serveis només es poden comunicar en semidúplex : una persona parla, tots les altres escolten.

## Ús
Es fan servir tant en comunicació de veu com en comunicació de dades. Les trucades de grup són possibles en la ràdio professional, en el sistema TRS, així com en les xarxes de cercapersones i en la xarxa GSM, en la que les trucades de grup poden ser compartides en fulldúplex, permetent que tots els membres del grup parlin i escoltin simultàniament. Aquestes trucades de grup en fulldúplex es realitzen utilitzant VoIP (Voice over Internet Protocol).

## Multicast en GSM
En l’entorn GSM, el multicast s’utilitza per optimitzar la transmissió de dades i veu a múltiples usuaris. El multicast en GSM permet que un únic flux de dades sigui enviat des d’una estació base a múltiples dispositius mòbils dins de la seva àrea de cobertura. Això s’aconsegueix utilitzant adreces IP multicast, que permeten que les dades siguin rebudes només pels dispositius que estan configurats per escoltar en aquesta adreça específica.
L’ús de multicast en GSM és especialment útil per a serveis com les trucades de grup i la transmissió de missatges d’emergència, on la mateixa informació necessita ser distribuïda a diversos usuaris simultàniament. En utilitzar multicast, es redueix significativament l’ample de banda necessari en comparació amb l’enviament de dades de manera individual a cada usuari (unicast).

## Multicast a Internet
El multicast és un mètode de transmissió de dades en xarxes IP que permet enviar un únic flux de dades a múltiples destinataris simultàniament. A diferència de l’unicast, on les dades s’envien d’un emissor a un receptor, el multicast permet una comunicació eficient des d’un punt a múltiples punts, utilitzant una adreça IP multicast per enviar el flux de dades a tot el grup. Aquest mètode és àmpliament utilitzat en aplicacions com la transmissió de vídeo en directe, videoconferències i altres serveis que requereixen la distribució de dades a múltiples usuaris de manera simultània.